# Viro
Viro är en by (estniska: küla) i Setomaa kommun i landskapet Võrumaa i sydöstra Estland. Byn ligger cirka fem kilometer från gränsen mot Ryssland.
I kyrkligt hänseende hör byn till Vastseliina församling inom den Estniska evangelisk-lutherska kyrkan.
Före kommunreformen 2017 hörde byn till dåvarande Meremäe kommun.